# پرش (فیلم ۲۰۲۰)
پرش (به هندی: Chhalaang) فیلمی محصول سال ۲۰۲۰ و به کارگردانی هانسال مهتا است. در این فیلم بازیگرانی همچون راجکومار رائو، نصرت باروچا، سراب شوکلا و محمد زیشان ایوب ایفای نقش کرده‌اند.